# Кобринське церковне намісництво
Кобринське намісництво (деканат) — церковно-адміністративна округа Берестейського крилоса Володимирської єпархії.
Візитація проводилась в 1784 році.

## Парафії
В 1729 році охоплювало 28 парафії. Міських парафій 3.
1. Горбанка, Михайлівська церква (1725, 1772)
2. Городець, Ільїнська церква (1725, 1786)
3. Грушово, миколаївська церква (1725, 1772)
4. Дорогичинь Поліський (1772)
5. Камень Шляхетський, Покровська церква (1725, 1772)
6. Кобринь